# Jo Valle
Pour les articles homonymes, voir Valle.
Joseph Valle, dit Jo Valle, né le 14 novembre 1869 à Lons-le-Saunier et mort le 22 mars 1949 à Crépy-en-Valois, est un écrivain et un auteur de bande dessinée français. Il a également signé ses œuvres du pseudonyme « J. de Nauzeroy ».

## Biographie
Fils de Joseph Alexis Alfred Valle, artiste peintre, et de Marie Eugénie Benoist, son épouse, François Joseph Valle naît à Lons-le-Saunier en 1869. Après que la famille s'est établie à Paris, son père meurt en 1878.
En 1902, il publie sous le nom de Jo Valle un poème dans La Vie en culotte rouge, puis en 1903, une nouvelle dans Le Supplément.
En 1909, il crée le personnage de l'espiègle Lili dans le journal Fillette, avec le dessinateur André Vallet. Il signe certains textes du pseudonyme J. de Nauzeroy[réf. nécessaire].
Jo Valle meurt en 1949 à Crépy-en-Valois.
Dans son œuvre autobiographique, Les Mots, publiée en 1964, Jean-Paul Sartre évoque l'attrait qu'exerçaient sur lui les bandes dessinées de Joseph Valle : « La guerre m’ennuya vite : elle dérangeait si peu ma vie que je l’eusse oubliée sans doute ; mais je la pris en dégoût lorsque je m’aperçus qu’elle ruinait mes lectures. Mes publications préférées disparurent des kiosques à journaux ; Arnould Galopin, Jo Valle, Jean de la Hire abandonnèrent leurs héros familiers, ces adolescents, mes frères, qui faisaient le tour du monde en biplan, en hydravion, et qui luttaient à deux ou trois contre cent. »